# Cornelius Kinchen
Cornelius Kinchen (...) è un giocatore di football americano statunitense, che gioca come quarterback per gli Aigles Rouges de Nice..
Dopo aver giocato per 2 diverse squadre di college si è trasferito in Europa ai tedeschi Hamburg Pioneers (curiosamente anche il nome di entrambe le squadre universitarie era "Pioneers"); ha quindi giocato una stagione ai francesi Spartiates d'Amiens per poi passare ai finlandesi United Newland Crusaders e ai brasiliani del Cruzeiro FA. Dal 2024 passa agli Aigles Rouges de Nice